# Komarno (Ukraine)
Pour les articles homonymes, voir Komarno.
Komarno (en ukrainien et russe : Комарно ; en yiddish : קאמארנע) est une petite ville du raïon de Lviv, dans l'oblast de Lviv, en Ukraine. Sa population s'élevait à 3653 habitants en 2022.

## Géographie
Komarno est arrosée par la rivière Verechytsia et se trouve à 31 km au sud-ouest de Lviv.

## Histoire

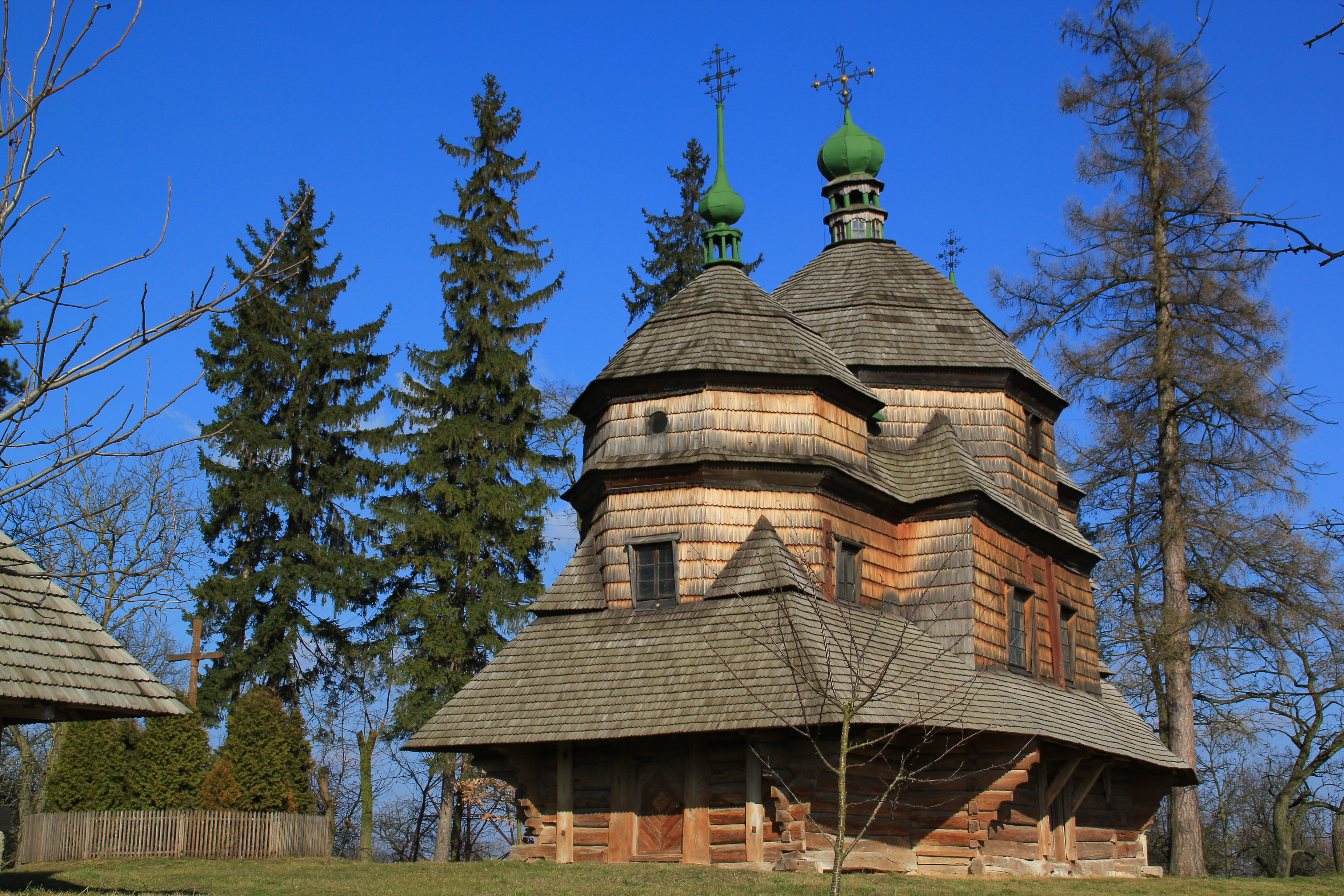
L'église en bois Saint-Michel.

La localité de Komarno est mentionnée pour la première fois en 1427. Faisant partie de la voïvodie ruthène du royaume de Pologne, elle reçoit le privilège urbain selon le droit de Magdebourg par décret du roi Casimir IV Jagellon en 1471. Dans le cœur de la ville se trouve une ancienne église polonaise ou kostel, ainsi qu'une vieille église ukrainienne en bois, avec des icônes anciennes.
Au XVIIe siècle, le domaine était la possession de la noble famille Wiśniowiecki. Pendant le soulèvement de Khmelnytsky, en 1648, la ville a été assiégée par les Cosaques zaporogues.
Après le premier partage de la Pologne en 1772, Komarno passe au nouveau royaume de Galicie et de Lodomérie, une terre de la Couronne de la monarchie de Habsbourg. Incorporée dans le district de Roudky, elle appartient aux royaumes et pays représentés à la Diète d'Empire (Cisleithanie) au sein de la double monarchie d'Autriche-Hongrie de 1867 jusqu'á la fin de la Première Guerre mondiale.
À la suite de la guerre soviéto-polonaise, la ville revint à la république de Pologne selon les dispositions de la paix de Riga signée le 18 mars 1921 et fut incorporée dans la voïvodie de Lwów. Le 17 septembre 1939, elle fut occupée par l'Armée rouge conformément au pacte germano-soviétique puis par la Wehrmacht de l'Allemagne nazie. Après la fin de la Seconde Guerre mondiale, Komarno est annexée par l'Union soviétique (république socialiste soviétique d'Ukraine).

## Population
Recensements (*) ou estimations de la population :
| 1959* | 1970* | 1979* | 1989* | 2001* |
| ----- | ----- | ----- | ----- | ----- |
| 3 171 | 3 426 | 3 603 | 3 974 | 3 994 |

| 2009  | 2010  | 2011  | 2012  | 2013  |
| ----- | ----- | ----- | ----- | ----- |
| 3 885 | 3 876 | 3 884 | 3 857 | 3 842 |

## Transports
Komarno se trouve à 35 km par le chemin de fer et à 46 km par la route au sud de Horodok.

## Personnalités
- Karol Szajnocha (1818-1868) historien, indépendantiste et poète.